# Familia Benthin
Familia Benthin (titlul original: în germană Familie Benthin) este un film polițist est-german, realizat în 1950 de regizorii Slatan Dudow, Kurt Maetzig, Richard Groschopp, protagoniști fiind actorii Maly Delschaft, Charlotte Ander, Hans-Georg Rudolph, Werner Pledath.

## Conținut
Frații Theo și Gustav Benthin încearcă să profite prin contrabandă, de divizarea Germaniei. Ei sunt proprietarii întreprinderii „Merkur”, Theo în vest iar Gustav în est. Gustav livrează marfă întreprinderii din vest, care apoi era vândută mai departe de fratele său. Afacerea nu trece ascunsă mult timp în fața poliției est-germane. Gustav este arestat, șoferul său Peter Naumann reușește să fugă în vest și se înscrie în Legiunea Străină. Pe de altă parte, sora lui Peter, care plecase mai demult în Occident dar nu a găsit nici muncă, nici cazare, se întoarce în est la mama ei Annemarie...

## Distribuție
- Maly Delschaft – Annemarie Naumann
- Charlotte Ander – Olga Benthin
- Hans-Georg Rudolph – Theo Benthin
- Werner Pledath – Gustav Benthin
- Brigitte Conrad – Ursel Benthin
- Harry Hindemith – Seidel
- Peter Dornseif – Dr. Benthin
- Ottokar Runze – Peter Naumann
- Hannelore Koblenz – Hede Naumann
- Erik Schumann – Hans Bodmer
- Karl Heinz Deickert – Klaus Naumann
- Helmuth Hinzelmann – domnul Brown
- Konrad Petzold – un FDJ-ist (FDJ – echivalentul UTC-ului)